# Forces armées révolutionnaires de Colombie
« FARC » redirige ici. Pour les autres significations, voir FARC (homonymie).
Cet article concerne l'ex-guérilla colombienne. Pour le parti politique, voir Force alternative révolutionnaire commune.
Les Forces armées révolutionnaires de Colombie – Armée du peuple (espagnol : Fuerzas armadas revolucionarias de Colombia – Ejército del Pueblo), généralement appelées FARC, le sigle exact étant FARC-EP, étaient la principale guérilla communiste impliquée dans le conflit armé colombien.
L'organisation est placée sur la liste officielle des organisations terroristes des États-Unis à la suite des attentats du 11 septembre 2001, du Canada, de la Nouvelle-Zélande, et pour l'Union européenne. Pour les Nations unies, les guérillas colombiennes seraient responsables de 12 % des assassinats de civils perpétrés dans le cadre du conflit armé, les paramilitaires de 80 % et les forces gouvernementales des 8 % restant.
Après quatre années de négociations, leurs représentants signent le 26 septembre 2016 un accord de paix avec le gouvernement visant à mettre en œuvre leur démobilisation définitive,. À la suite de cet accord, les FARC fondent le 31 août 2017 un parti politique légal sous le même acronyme, appelé Force alternative révolutionnaire commune (Fuerza Alternativa Revolucionaria del Común, FARC).

## Histoire

### Origines (1930-1966)

Ancien drapeau des FARC (Forces armées révolutionnaires de Colombie – Armée du peuple) jusqu'en 2017.

Au cours des années 1930 et 1940, la concentration de la terre entre les mains de quelques grands propriétaires favorise le développement d'un puissant mouvement paysan visant à l'obtention d'une réforme agraire. Ce mouvement débouche sur la dislocation de plusieurs grandes haciendas en particulier dans le Cundinamarca et le Tolima et sur la création de zones d'autodéfenses paysannes, souvent de sensibilité communiste, pour défendre les terres prises aux haciendas dans des zones reculées du pays. Entre 1945 et 1948, plus de 15 000 paysans sont assassinés par des groupes armés soutenus par les propriétaires terriens. Les FARC sont habituellement considérés comme le produit de ces luttes et de leurs violentes répressions.
Le 9 avril 1948, le principal meneur de la gauche colombienne Jorge Eliécer Gaitán, figure très populaire auprès de la population pauvre et probable futur président du pays, est assassiné. Son homicide marque une profonde blessure dans la société colombienne, et provoque plusieurs jours d'émeutes à Bogotá (le Bogotazo, qui fera des centaines de morts). La période qui suit, jusqu'au début des années 1960, dite La Violencia, reste la plus violente de l'histoire de la Colombie. Elle fera entre 100 000 et 300 000 victimes. Le dirigeant conservateur Laureano Gómez prend ses fonctions à la présidence du pays le 7 août 1950 (élu le 26 novembre 1949 au cours d'une élection qui se tient dans un climat d'extrême violence politique et de laquelle s'était retiré le candidat libéral Darío Echandía), mène une politique résolument conservatrice, marquée notamment par l'interdiction du parti communiste et une critique récurrente de la démocratie majoritaire. Devenu extrêmement impopulaire, son maintien à la tête du pays accentue un peu plus le climat de violence. Afin de rétablir l'ordre, l'armée, sous le commandement du général Gustavo Rojas Pinilla, prend le pouvoir en 1953 à l'appel des deux partis dominants. Le nouveau gouvernement militaire offre l'amnistie aux bandits et aux guérilleros, en échange de la livraison de leurs armes, ce que la plupart font. Cependant, certains groupes, dont les communistes, refusent de rendre leurs armes tant que le gouvernement ne se décidera pas à accéder aux revendications sociales des ouvriers et paysans pauvres, autrefois portées par Gaitán. Ils se retirent dans des zones isolées où ils cessent leurs actions armées contre les soldats gouvernementaux et organisent le partage des terres. Le conflit reprend toutefois dès que, au milieu des années 1950, Rojas Pinilla lance d'importantes attaques contre les zones d'autodéfense constituées par les guérillas communistes dans le Sud du Tolima et le Sud du Cundinamarca.
Le pouvoir militaire cesse en 1958 à la faveur d'un accord entre conservateurs et libéraux, avec le soutien de dissidents du pouvoir militaire. Ces derniers mettent sur pied un accord de partage du pouvoir connu sous le nom de Front national, ne mettant pas fin aux zones d'autodéfense qui subsistent dans des zones reculées du pays, en particulier dans le département de Huila et le Sud du Tolima, dans un contexte où le parti communiste prône officiellement la « combinaison de toutes les formes de lutte », y compris la lutte armée, depuis son congrès de 1961. En 1964, sous la pression de députés conservateurs qui dénoncent depuis 1961 la présence de seize « républiques indépendantes » où l'autorité de l'État est bafouée, dont la république de Marquetalia, le président Guillermo León Valencia prend la décision de reprendre ces zones par la force avec l'appui des États-Unis.
L'attaque de l'armée sur la république de Marquetalia commence le 27 mai 1964, jour considéré depuis par les FARC comme celui de leur fondation. Les guerrilleros, sous la direction de Manuel Marulanda Vélez et de Jacobo Arenas (ce dernier missionné par le Parti communiste colombien), résistent quelques semaines mais doivent fuir la zone. De petits groupes de guérilla provenant des « Républiques » vaincues se réorganisent sous le nom de Bloc sud (Bloque Sur). Ils forment un premier « État-major conjoint », sous la direction de Ciro Trujillo, Manuel Marulanda et Jacobo Arenas. Les FARC ne sont réellement fondées qu'en 1966 sous ce nom, lors de la « deuxième conférence de la guérilla ».

### Stagnation (1966-1980)

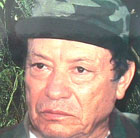
Manuel Marulanda, chef historique des FARC.

Le groupe le plus important de la guérilla, placé sous le commandement de Ciro Trujillo dans les départements du Quindío et du Caldas, est pratiquement anéanti par l'armée, et Ciro Trujillo est abattu en 1967. Cette défaite coûte aux FARC les deux tiers de leurs effectifs. Pour se remettre de ces coups sévères, la guérilla se replie vers ses bases traditionnelles du Huila et du Tolima, dans le prolongement des « républiques indépendantes », là où elle dispose d'une certaine base sociale. Cela lui permet de se remettre progressivement sur pied. Au cours de cette période se tiennent la troisième (1968) et la quatrième (1970) conférence des FARC, cette dernière consolidant la notion de « front », qui sera par la suite à la base de l'organisation des FARC.
En 1974, la cinquième conférence des FARC décide la création du « secrétariat de l'État-major », leur instance dirigeante jusqu'à aujourd'hui. Le secrétariat était composé de Manuel Marulanda, Jacobo Arenas, Martin Villa, Nestor Arenas et Rigoberto Lozada, tous des anciens de Marquetalia. Les FARC « grandissent en silence », et comptent alors six fronts. Elles parviennent à se substituer à l'État dans des zones reculées où celui-ci est absent, surtout en périphérie du territoire colombien dans des zones nouvellement colonisées.
La marginalisation des FARC est aussi politique : le parti communiste, qui dirige toujours les FARC, ne pensait pas que les conditions de la prise de pouvoir par les armes soient réunies et privilégie la lutte urbaine. En 1978, date à laquelle se tient la sixième conférence de la guérilla, les FARC comptent environ 900 combattants. Politiquement, la lutte armée (menée par les FARC mais aussi par l'ELN et l'EPL) empêche la gauche, qui peine à prendre ses distances avec la voie des armes, de dépasser 3 % ou 4 % dans la plupart des élections.

### Expérience de l'Union patriotique (1982-1990)
L'année 1982 marque un tournant dans l'organisation des FARC, avec la tenue de leur VIIe conférence suivie d'un « plenum amplifié » quelques mois plus tard. Considérant que la situation leur est favorable, les FARC décident de doubler le nombre de leurs fronts (de 24 à 48 fronts) en s'implantant sur tout le territoire national, et se donnent huit ans pour prendre le pouvoir. Cette ambition est symbolisée par l'ajout à leur sigle des lettres EP : Ejército del Pueblo (Armée du peuple). Les années 1980 marquent également un tournant avec le trafic de drogue et le début des enlèvements contre rançon.
Malgré les ambitions renforcées des FARC, un processus de négociation s'engage entre le gouvernement de Belisario Betancur et les mouvements armés, aboutissant en 1984 à la signature d'un cessez-le-feu entre le gouvernement et les FARC, les accords de La Uribe, signés le 28 mars 1984. Ces accords prévoyaient une cessation complète des hostilités entre les FARC et le gouvernement dans un délai de deux mois. À la suite de ces accords, les FARC créent en 1985 l'Union patriotique (UP), aux côtés du Parti communiste colombien. Mais malgré le cessez-le-feu et l'accord de La Uribe, les membres de l'UP sont tués massivement : de 1985 à 1994, entre 3 000 et 5 000 membres ou sympathisants de l'UP ont été assassinés, notamment les candidats aux élections présidentielles Jaime Pardo Leal (1987) et Bernardo Jaramillo Ossa (en) (1990), ainsi que neuf autres parlementaires de la même formation de gauche. Les coupables de ces assassinats seraient, selon les cas, les forces de l'ordre, des politiciens, des narcotrafiquants, mais aussi les paramilitaires qui commencent à émerger. Cet épisode a parfois été qualifié de génocide politique,, et renforce les FARC dans leur conviction que la lutte armée est la seule voie possible vers la prise du pouvoir. Les FARC ont également, pendant cette période, tué des représentants de partis gouvernementaux[réf. nécessaire]. Dès 1987, le cessez-le-feu est en pratique rompu, les liens se distendent entre les FARC et l'Union patriotique, et les FARC reprennent leur confrontation avec le gouvernement, dans un contexte de violence généralisée dans le pays, non seulement par l'affrontement entre les guérillas et l'État, mais aussi par l'essor de la criminalité organisée et du narcotrafic.

### Vers la guerre de mouvement (1990-1998)
Dans un contexte international défavorable aux guérillas marxistes, plusieurs groupes armés colombiens (le M-19, la majeure partie de l'EPL, le Movimiento Armado Quintín Lame) déposent les armes pour s'inscrire dans un processus de paix qui aboutira à la rédaction de la Constitution de 1991.
À l'inverse, Jacobo Arenas, le principal théoricien des FARC et cheville ouvrière de l'articulation avec le PCC meurt en 1990. À partir de cette date, c'est Manuel Marulanda qui prend seul la tête du mouvement. Moins porté aux débats théoriques que Jacobo Arenas, il exige que le congrès du parti se tienne en 1991 dans une zone de guérilla. Devant le refus du PCC, les FARC ne seront pas représentées à ce congrès : les FARC s'inscrivent plus que jamais dans la lutte armée et s'émancipent de la tutelle du Parti communiste colombien, trop affaibli après l'expérience de l'Union patriotique pour prétendre imposer sa volonté à des FARC plus puissantes que jamais. En 1991, le gouvernement prend le contrôle de La Uribe (Meta), siège traditionnel du secrétariat des FARC. Les FARC ripostent par une démonstration de force sous la forme d'une campagne militaire de six mois. En 1993, lors de leur IXe conférence nationale, les FARC écrivent un nouveau « plan stratégique » vers la prise du pouvoir.
Entre 1995 et 1998, les FARC atteignent une puissance militaire sans précédent, et pour la première fois dans leur histoire, ont la capacité de mobiliser des centaines de combattants pour attaquer avec succès des bases militaires ou des villes, tuant ou séquestrant de nombreux militaires ou policiers. La plus spectaculaire de ces opérations est sans doute la prise de Mitú, capitale du Vaupés, en 1998, petite ville qu'ils contrôlent pendant plus de 24 h. Au cours de ces opérations, les FARC font prisonniers plus de 500 militaires ou policiers.
Cette incapacité de l'armée à contenir la guérilla favorise le développement des groupes paramilitaires d'extrême-droite, également très violents. Ces groupes, d'abord régionaux (comme les Autodéfenses unies de Córdoba et Urabá, ACCU, fondées en 1994) se sont regroupés à partir de 1997 sous le nom d'Autodéfenses Unies de Colombie (AUC). Les paramilitaires agissent assez rarement en recherchant l'affrontement direct avec la guérilla, préférant s'en prendre directement à la population civile dans le cadre de massacres comme le massacre de Mapiripán, en 1997. Ces massacres ont pour effet de forcer les habitants ayant vécu pendant un temps sous le contrôle de la guérilla (et donc suspects d'être ses sympathisants) à quitter leurs terres. Les déplacements massifs de population prennent de l'ampleur en Colombie à partir de 1995.

### Processus de paix du Caguán (1998-2002)

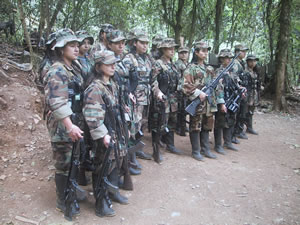
Unité féminine des FARC entre 1998 et 2002.

Le président Andrés Pastrana avait concédé aux FARC le 7 novembre 1998 une zone démilitarisée, appelée « zone de détente », de 42 000 km2 couvrant cinq municipalités dans les départements du Meta et du Caquetá, dont San Vicente del Caguán et La Uribe. Cette démilitarisation, préparée par une rencontre entre Marulanda et Pastrana à la veille de la prise de fonction de ce dernier, a pour but d'établir des pourparlers de paix entre le gouvernement et la guérilla (négociations « au milieu de la guerre », sans accord de cessez-le-feu, contrairement au processus de paix des années 1980). Mais, dès le 7 janvier 1999, jour de l'ouverture officielle des pourparlers dans la zone de détente, les espoirs de paix sont douchés par la « chaise vide » laissée par Manuel Marulanda, qui inflige ainsi un camouflet public au président Pastrana. L’attitude ambivalente du gouvernement dans ces négociations prête aussi à la suspicion. Le conseiller spécial du secrétariat général de l’ONU pour la Colombie s'en agace et déclare : « S’il ne veut pas s’asseoir avec les FARC, eh bien, qu’il le dise. Il y a trop de voix officielles disant oui, disant non, disant peut-être, impossible, possible. Cela ne donne pas confiance aux FARC ».
Par ailleurs, les FARC profitent de la zone démilitarisée pour y établir des camps d'entraînement et l'utilisent comme base arrière pour des opérations ayant lieu à proximité. Ils expulsent de la zone tous les représentants de l'État (juges, fonctionnaires, etc.). L’administration par les FARC de municipalités parfois abandonnées par l’État aurait permis d'y réduire fortement le taux de criminalité. Bien que, dans la suite du processus, deux rencontres directes entre Pastrana et Marulanda aient pu avoir lieu, le processus de paix s'embourbe, à l'exception notable d'un échange de prisonniers : en 2001, un échange de prisonniers a lieu entre le gouvernement (qui libère 14 guérilleros) et la guérilla (qui libère 55 membres de la force publique). Peu de temps après, les FARC libèrent unilatéralement 304 membres de la force publique (soldats ou policiers) faits prisonniers lors des grandes offensives de la deuxième moitié des années 1990, mais n'obtiennent pas la libération des quelque 500 guérilleros prisonniers.
Au début des années 2000, les FARC sont au faîte de leur puissance militaire et certains analystes pensent même qu'ils ont la capacité de renverser le gouvernement en quelques années. Ils disposent de quelque 17 000 combattants répartis en 60 fronts opérant dans tout le pays, y compris dans les banlieues de Bogotá ou Medellín grâce à leurs milices urbaines, et 172 municipes sur les 1 090 que compte le pays sont dépourvus de présence militaire ou policière permanents. Pour y faire face, parallèlement aux discussions avec la guérilla, des tractations secrètes sont engagées avec le gouvernement américain sur l'élaboration du futur plan Colombie. Sous l'effet des moyens financiers mobilisés par le plan, les effectifs de l’armée colombienne sont en quelques années portés de 100 000 des années 1990 à 375 000, tandis que 67 hélicoptères Black Hawk sont livrés par les États-Unis. Les FARC sont alors dans l'impossibilité de réaliser des opérations d'ampleur comparable à celles de la période 1995-1998, à cause des progrès de l'aviation militaire colombienne, qui inflige des pertes aux FARC lors des attaques massives de cette dernière, comme c'est le cas lors de la prise de Mitú. Les groupes paramilitaires continuent parallèlement leur montée en puissance, et en 2001 la plupart des ONG considèrent que les AUC sont à l’origine de plus de morts que les FARC, provoquant plus de mille massacres et un million de déplacés entre 2000 et 2001,.
À partir de 2001, à la suite du refus du gouvernement de procéder à un échange de prisonniers, les FARC commencent à pratiquer l'enlèvement d'hommes politiques (qu'ils prétendent êtres « aussi scandaleusement indifférents au drame de la guerre vécue par le peuple qu’au sort des soldats combattant dans les rangs de l’armée ») comme Alan Jara, gouverneur du Meta, enlevé le 15 juillet 2001. C'est d'ailleurs l'enlèvement spectaculaire du sénateur Jorge Géchem Turbay le 20 février 2002 (par le détournement d'un avion entre Neiva et Bogotá) qui conduit Andrés Pastrana à décréter la fin de la zone démilitarisée. L'enlèvement de la franco-colombienne Íngrid Betancourt le 23 février attire l'attention de l'opinion internationale sur le conflit,.

### «Sécurité démocratique» d'Álvaro Uribe (2002-2010)
Le président Álvaro Uribe, élu en 2002 puis réélu en 2006, mène depuis 2002 une politique visant à vaincre militairement les FARC (dans le cadre de la politique dite de sécurité démocratique). Entre la reprise des opérations militaires en 2002 par les présidents Andrés Pastrana puis Álvaro Uribe et 2008, les FARC auraient perdu 8 000 combattants et le contrôle d’une vingtaine de territoires, zones de production de drogues qui leur assuraient des revenus substantiels,. Le 1er mars 2008, Raúl Reyes, porte-parole du groupe, est tué par un bombardement de l'armée colombienne sur un camp des FARC en territoire équatorien. C'est la première fois dans l'histoire du groupe qu'un membre du secrétariat, l'instance suprême des FARC, est tué au combat. Six jours plus tard est annoncé l'assassinat de Manuel Muñoz Ortiz alias Iván Ríos, également membre du secrétariat, par son garde du corps sous la pression des opérations militaires. Dans ce dernier cas, la façon dont s'est produit l'assassinat d'un membre du secrétariat par l'un de ses proches révèle en outre l'état de dégenerescence d'une partie des FARC,. En une semaine, ce sont donc deux membres du secrétariat qui tombent au combat. Plus grave encore pour l'organisation, Manuel Marulanda Vélez est mort le 26 mars 2008 (de mort naturelle selon les FARC), laissant les FARC orphelines de leur fondateur et chef. C'est Alfonso Cano qui reprend en mai 2008 le poste de Commandant en chef,. L'organisation est également frappée par d'importantes désertions, comme celle de la commandante du front 47 des FARC, Nelly Avila Moreno, alias Karina, qui s'est rendue aux autorités le 19 mai 2008. Selon l'administration colombienne, environ 9 000 personnes auraient déserté les rangs des FARC pour bénéficier d'un programme de réinsertion ces dernières années. Les chiffres communiqués par les autorités seraient cependant exagérés selon Arcoiris, ONG d'étude du conflit.
Le niveau de violence dans le pays pendant les deux mandats du président Uribe reste toutefois dramatique. On enregistre près de 20 000 homicides par an en Colombie entre 2002 et 2006, dont 60 à 80 % sont commis par les paramilitaires et 10 à 25 % par les guérillas (FARC et ELN). Les AUC sont aussi responsables de la grande majorité des 3,5 millions de déplacés par la guerre (près de 3 000 000 de personnes selon le rapport de mars 2008 de la Croix-Rouge),. Cette action des forces paramilitaires est un élément important du recul des FARC, en particulier entre 2000 et 2005. Par ailleurs, les paramilitaires parviennent à intervenir sur les élections politiques à tous les niveaux : plus du tiers des parlementaires élus en 2002 l'auraient été avec le soutien des paramilitaires. La révélation de ces liens entre paramilitaires et personnel politique donne lieu au scandale de la parapolitique. En avril 2008, 29 parlementaires étaient emprisonnés dans le cadre de ce scandale,. La loi justice et paix (2003) proposant une amnistie large aux paramilitaires ou guérilleros démobilisés a toutefois permis de désarmer progressivement certains groupes paramilitaires, en particulier les AUC, officiellement démantelées en 2006. La dissolution officielle des Autodéfenses unies de Colombie n'a toutefois pas mis fin au phénomène paramilitaire en Colombie, et de nouveaux groupes paramilitaires ont émergé rapidement, nommées « Bandes criminelles émergentes » par le gouvernement.
Le 4 février 2008, lors d'une journée de manifestations d'une ampleur sans précédent, près de deux millions de Colombiens dans l'ensemble du pays descendent dans la rue pour protester contre les actions des FARC et ses prises d'otages,. Toutefois, malgré leur impopularité et les nombreux revers militaires des années 2000, dans des régions comme la cordillère Occidentale, les FARC conservent en 2008 le contrôle de certaines zones où elles représentent la seule autorité et sont à même de contrôler les mouvements de la population, de disposer d'un réseau d'informateurs civils qui leur permet de déjouer les attaques de l'armée, de protéger la production de drogue et d'exercer des pouvoirs de police. Dans ces zones peu peuplées où elle est présente depuis des décennies, la guérilla continue de bénéficier d'un certain degré de soutien de la population.
Le 7 août 2010, Juan Manuel Santos succède à Álvaro Uribe. Le bilan de la politique de sécurité démocratique mené sous la présidence Uribe est contrasté. Elle a permis de réduire l'influence de la guérilla, et en particulier d'éviter les prises de villages et de bases militaires ainsi que les prises d'otages en masse. Toutefois, les FARC ont réagi à cette politique par une tactique connue sous le nom de « Plan renacer » (« plan renaître »), comprenant l'utilisation de francs-tireurs et la pose massive de mines anti-personnelles (présentes dans 400 municipalités sur le millier que compte le pays). La guérilla parvient ainsi à se maintenir dans certains territoires. En 2010, pour la dernière année de présidence d'Álvaro Uribe, plus de 2 500 militaires ont été tués ou blessés dans les combats contre les FARC soit davantage qu'en 2009 selon la fondation Nuevo Arcos Iris. 70 % des objectifs du Plan renacer auraient ainsi été atteints selon une étude de l'ONG, permettant à la guérilla de se réimplanter dans des villages précédemment perdus.

### Évolution du conflit sur le terrain (2010-2012)
En septembre 2010, selon les mots de Germán Vargas Lleras, ministre de l'Intérieur de Juan Manuel Santos, « la guérilla a toujours une capacité de nuisance. Elle est provocatrice et le gouvernement va devoir faire de nouveaux efforts pour la contenir ». Le ministre de la Défense Rodrigo Rivera indique même que la guérilla est à l'offensive, et non plus en repli comme l'indiquait le gouvernement d'Álvaro Uribe. Cette offensive est marquée en septembre 2010 par une série d'attaques (des FARC, mais aussi de l'ELN et de l'EPL) contre les forces publiques faisant une quarantaine de victimes parmi les militaires et la police, (dont 14 dans une seule embuscade tendue dans le département du Caquetá).
Toutefois, le 23 septembre 2010, Jorge Briceño Suárez (Mono Jojoy), commandant en chef du Bloc oriental, le plus important des FARC, et considéré comme le « chef militaire » de l'organisation est abattu par l'armée colombienne lors d'une opération militaire réunissant les forces terrestres et aériennes, menée dans la Serranía de la Macarena (département de Meta),. Selon le président colombien Juan Manuel Santos, Briceño Suarez était « le symbole de la terreur » qui a fait tant de mal à la Colombie, et c'est pour cela que sa mort est « le coup le plus dur qui ait été donné aux FARC dans l'histoire ». Pour l'hebdomadaire Semana, Mono Jojoy était, parmi les dirigeants des FARC, celui qui avait le plus d'autorité sur les guérilleros du rang, par son aura de guerrier implacable, et celui qui avait construit la puissance militaire des FARC au cours des années 1990, d'où le fait que sa mort, plus encore que celle de Raúl Reyes, est un coup extrêmement dur porté à la structure des FARC. Sa disparition pourrait se comparer à ce que la capture d'Abimael Guzmán en 1992 avait signifié pour le Sentier lumineux, au Pérou. Comme Guzmán, Jorge Briceño Suárez jouissait d'une réputation d'invincibilité et son seul nom suffisait à inspirer la peur, de sorte que pour l'opinion publique sa mort représente le « début de la fin » pour les FARC et donne la sensation d'une victoire totale du gouvernement face à une guérilla qui, si elle n'est pas liquidée, semble « en voie d'extinction ». Les FARC remplacent Jorge Briceño par Jaime Alberto Parra Rodríguez, alias Mauricio Jaramillo ou El médico, qui selon Ariel Ávila de la fondation Nuevo arco iris, parvient à réorganiser le bloc oriental des FARC et à éviter les désertions massives qui avaient été pressenties après la mort de Briceño. Jaramillo semble suivre de plus près que Briceño les ordres provenant d'Alfonso Cano en s'entourant de seulement une cinquantaine d'hommes, contre 800 pour Briceño ce qui lui permet d'envoyer plus d'hommes pour des opérations offensives. Son arrivée à la tête du bloc oriental des FARC s'accompagne d'un regain d'activité et montre, selon Ávila, que les FARC ont toujours la capacité de remplacer efficacement leurs dirigeants.
En 2011, les relations entre la Colombie et le Venezuela semblent se réchauffer, et le 31 mai 2011, Julián Conrado, l'adjoint de Raúl Reyes, dont l’armée avait annoncé la mort au cours du raid de 2008, est arrêté au Venezuela, ce qui montre un renforcement de la coopération bilatérale entre le Venezuela et la Colombie dans le cadre de la lutte contre les FARC. Le 4 novembre 2011, c'est un coup encore plus dur qui est porté aux FARC avec la mort d'Alfonso Cano, successeur de Manuel Marulanda à la tête de l'organisation, dans un accrochage avec l'armée. C'est Timoleón Jiménez, aussi connu comme Timochenko qui lui succède à la tête de l'organisation.
Le 26 novembre de la même année, le ministre de la Défense colombien annonce qu'au cours d'opérations militaires controversées (peut-être une tentative de libération par l'armée) dans le département de Caquetá, quatre colombiens détenus en otage par les FARC ont été retrouvés fusillés par la guérilla. Il s'agit du colonel Edgar Duarte, du sergent Libio José Martínez (plus ancien otage des FARC), du major Elkín Hernández Rivas (militaires colombiens détenus depuis plus de 12 ans) ainsi que Álvaro Moreno, membre de la police colombienne (détenu depuis 11 ans). À côté des corps, des chaînes auraient été retrouvées. Durant cette même opération, le policier Luis Alberto Erazo, séquestré depuis 1999, réussit à prendre la fuite et à se cacher dans la forêt. Il est ensuite récupéré par les forces gouvernementales.
Le 17 mars 2012, le 10e front des FARC tue 11 soldats de l'armée colombienne dans un assaut. À partir du 20 mars, l'armée lance une importante offensive incluant assaut terrestre et bombardement aérien. En deux jours de combat, 39 guérilleros sont tués, dont 33 lors du bombardement de leur camp, et 12 autres capturés. L'armée se félicite de cette action, parlant de l'un des plus gros coups dur portés aux FARC ces sept dernières années. Le 23 mars, les autorités vénézuéliennes annoncent l'arrestation au Venezuela, en coopération avec les services colombiens, de William Alberto Asprilla Chitiva, alias « Marquetaliano », un des membres fondateurs de l'état-major du groupe armé. Le 26 mars, l'armée colombienne lance une offensive dans le département de Meta contre une colonne militaire de la guérilla, tuant 32 rebelles, tout en en capturant 6 autres appartenant au 53e front. Malgré ces revers la guérilla n'en conserve pas moins sa capacité à assener de violents coups à l'armée ; le 28 avril, une opération des forces spéciales tourne à la déroute et de 4 à 17 militaires sont tués, mais surtout, la capture du journaliste français Roméo Langlois qui accompagnait l'armée entraîne une nouvelle médiatisation du conflit colombien à l'étranger. Le 21 mai, 12 autres soldats sont tués dans des combats à proximité de la frontière vénézuélienne.

### Pourparlers de paix d'Oslo et de La Havane (2012-2016) et accord de paix
Les négociations de paix ont débuté en septembre 2012 et ont surtout eu lieu à La Havane, à Cuba. En décembre 2014, les FARC annoncent un cessez-le-feu unilatéral et permanent, destiné selon eux à se transformer en armistice. Les négociateurs ont annoncé un accord définitif pour mettre fin au conflit et construire une paix durable le 24 août 2016, sous réserve de ratification populaire dans un référendum le 2 octobre 2016. Cet accord est ratifié par les membres des FARC lors de la « Dixième Conférence » de la guérilla le 23 septembre dans les Llanos del Yarí (es). Dans les semaines qui suivent la signature de l'accord du 24 août, un forum pour la paix s'est tenu à Bogotá et plusieurs personnalités politiques internationales y ont pris part comme l'ancien président du gouvernement espagnol Felipe González, l'ancien président chilien Ricardo Lagos et l'ancien chef de cabinet britannique Jonathan Powell. L'accord est paraphé de façon solennelle à Carthagène des Indes par Juan Manuel Santos et Rodrigo Londoño le 26 septembre 2016.
Toutefois, lors du référendum organisé le 2 octobre 2016, les Colombiens rejettent l'accord de paix avec 50,23 % des voix, pour une participation de 37,28 % de la population. Malgré cette défaite, le président Juan Manuel Santos a assuré que le cessez-le-feu resterait en vigueur, et le chef des rebelles Rodrigo Londoño a annoncé qu’il reste en faveur de la paix. À la suite de la victoire du « non » au référendum, et après une nouvelle phase de négociations, le gouvernement et les FARC trouvent un nouvel accord modifiant largement le premier, ratifié le 29 novembre par le Sénat et le 30 par la Chambre des représentants.

### Désarmement et transformation en parti politique (2017)
Au début de l'année 2017, environ 7 000 membres des FARC remettent leurs armes individuelles à des représentants de l'ONU. La mission onusienne récupère et stocke ainsi 7132 armes, ce qui est estimé représenter environ 60 % de l'arsenal total des FARC. Le 27 juin 2017, une cérémonie officielle de désarmement a lieu afin de récupérer les 40 % restants. Elle se déroule à Mesetas, dans le centre de la Colombie, en présence du président colombien Juan Manuel Santos et du chef des FARC Rodrigo Londoño (ce dernier profite de la cérémonie pour rendre hommage à la Norvège pour son rôle dans les négociations de paix). À la fin de la cérémonie, l'ONU estime que toutes les armes ont été rendues. De plus, depuis le début de l'année 2017, la mission de l'ONU s'occupe de localiser les 900 caches de munitions et d'explosifs des FARC. Au jour de la cérémonie de désarmement, 77 caches avaient été vidées.
Des craintes perdurent sur la sécurité des guérilleros démobilisés et de leurs familles, dont 25 ont été assassinés par des groupes paramilitaires en quelques mois. Pour l'universitaire Lucas Restrepo : « Il y a une combinaison dangereuse entre le désengagement général de l’État envers la sécurité des anciens combattants des FARC, et l’existence de groupes paramilitaires qui sont encore soutenus par certains secteurs de l’armée et certains gouvernements locaux. Cette combinaison fait qu’un nouveau cycle de violence est possible ». Le souvenir de l'expérience de l'Union patriotique (précédente tentative des FARC de se réinsérer dans la vie civile par la constitution d'un parti politique légal) qui avait abouti au massacre de 4 000 militants dans les années 1980 et les assassinats de leaders sociaux rappellent « qu'en Colombie, ceux qui signent la paix sont traditionnellement assassinés dans la foulée » selon le journaliste Jorge Rojas. D'autre part, la démobilisation des guérilleros entraîne une hausse considérable de la déforestation, car ceux-ci régulaient fortement les coupes d'arbres,.
Le 31 août 2017, un Congrès réunissant 1 200 délégués à Bogotá décide du nom du nouveau parti politique légal issu des FARC : Force alternative révolutionnaire commune (Fuerza Alternativa Revolucionaria del Común, conservant ainsi le même sigle : FARC, mais cette fois au singulier (il s'agirait ainsi de la FARC et non plus des FARC). Iván Márquez insiste sur le fait que ce parti est un parti révolutionnaire. Le logo de ce nouveau parti se compose d'une rose rouge avec en son cœur une étoile rouge à cinq branches. Sous cette rose figure le sigle FARC, en lettres vertes. Ce nom a été approuvé par 628 délégués, devant « Nouvelle Colombie » (Nueva Colombia), choisi par 264 d'entre eux. Pour Fabián Sanabria, sociologue et anthropologue, ce choix de préserver le sigle du mouvement correspond à une volonté de « conserver leurs bastions paysans », et ajoute que « cela ne va pas les rapprocher des classes moyennes, ni de la population urbaine ». En fin d'année 2017 certains points des accords de paix tardent encore à être appliqués : la majorité des guérilleros emprisonnés n'ont pas été libérés de prison, conduisant à une grève de la faim temporaire de prisonniers à laquelle se sont joints des commandants des FARC en soutien ; la Commission de la vérité et de la juridiction spéciale pour la paix, chargée de faire la lumière sur les exactions de chaque partie impliquée dans le conflit a été partiellement vidée de sa substance par le Sénat, rendant difficile les enquêtes sur les entreprises liées au financement du paramilitarisme et sur la responsabilité des hauts gradés militaires.

### Reprise des armes en 2019
En 2018, le nouveau président de la république Iván Duque déclare peu après son investiture n'être tenu par aucune obligation issue des accords signés par son prédécesseur et refuse de rendre opérante la Juridiction spéciale pour la paix, alors que les assassinats de représentants de mouvements sociaux et d'anciens guérilleros connaissent une recrudescence. En 2 ans, 613 « leaders sociaux » et 137 ex-guérilleros signataires de l’accord de paix ont été assassinés.
En août 2019, d’anciens commandants des FARC, dont Iván Márquez — le principal négociateur de la guérilla à La Havane —annoncent reprendre les armes, accusant le gouvernement de ne pas respecter les termes de l'accord. Dans son discours inaugural, marqué par une forte consonance écologique, le nouveau groupe déplore que des points clefs des accords de paix comme l’attribution de terres aux paysans démunis, la substitution volontaire des cultures illicites et une série de projets visant l’amélioration des conditions de vie dans les campagnes, aient été « perdus dans le labyrinthe de l’oubli ». Il appelle par ailleurs les guérilleros démobilisés à reprendre les armes, annonce sa coordination avec l'Armée de libération nationale (ELN), l'autre guérilla du pays, et affirme ne pas cibler les militaires mais « l’oligarchie » et les entreprises transnationales.
En réaction, le président Duque annonce une offensive militaire et Timoleón Jiménez, l'ancien commandant en chef des FARC, condamne ce retour aux armes. Selon certaines estimations, les dissidents de l’organisation compteraient sur près de 2 300 combattants, bien que d'autres indiquent que 90 % des anciens FARC restent incorporés dans le processus de paix.
Le 15 juillet 2022, le ministre de la défense annonce que le principal chef des FARC, Nestor Vera alias « Ivan Mordisco », a été tué par l'armée dans le sud-ouest du pays
Le groupe des FARC appelé Segunda Marquetalia-EB annonce l'établissement d'un cessez-le-feu après des négociations réalisées avec le gouvernement colombien.

## Organisation

### Chaîne de commandement
Le commandement des FARC est assuré par l’État-major central de la guérilla, composé d'une trentaine de membres élus lors de « Conférences nationales ». Les neuf plus hauts responsables de l’État-major central forment ensuite le secrétariat (« Secretariado nacional »), la plus haute instance dirigeante de la guérilla, et sont généralement également chargés du commandement de l'un des six « Blocs » des FARC, (structures militaires opérants sur des secteurs géographiques prédéfinis). Après la mort d'Alfonso Cano en novembre 2011, la composition du secrétariat est la suivante :
- Timoleón Jiménez, commandant en chef des FARC ;
- Iván Márquez, commandant du Bloc caraïbes ;
- Joaquín Gómez, commandant du Bloc sud ;
- Mauricio Jaramillo, commandant du Bloc oriental ;
- Pablo Catatumbo, commandant du Bloc occidental ;
- Pastor Alape, commandant du Bloc Magdalena Medio ;
- Bertulfo Álvarez, membre du Bloc caraïbes ;
- Carlos Antonio Lozada, commandant de la Red Urbana Antonio Nariñio ;
- Ricardo Téllez, responsable des relations internationales des FARC[68].

Les Blocs sont eux-mêmes divisés en fronts, unités d'environ 200 combattants. Chaque bloc compte en théorie au minimum 5 fronts, les FARC comptaient environ 60 fronts en 2002 dont 22 pour le seul Bloc oriental. Les fronts peuvent eux-mêmes être subdivisés en unités plus petites :
- Columna (Colonne) : les fronts les plus grands sont découpés en colonnes d'une centaine de combattants ;
- Compañía (Compagnie) : unité de combat à l'échelle de laquelle les combats sont les plus courants. Environ 50 combattants ;
- Guerilla (Guérilla) : deux pelotons ;
- Pelotón (Peloton) : unité de base, environ 12 combattants.

La structure des FARC est donc extrêmement hiérarchisée même s'il est possible que cette organisation théorique ne soit pas strictement appliquée dans toute sa rigueur en pratique, surtout vu la récente diminution des effectifs des FARC. L'organisation inclut également des « colonnes mobiles », structures plus souples que les fronts. Certains fronts des FARC possèdent ou ont possédé des hôpitaux clandestins bien équipés.

### Discipline
Les guérilleros sont soumis à une discipline extrêmement rigoureuse, et sanctionnée par des « conseils révolutionnaires de guerre », au cours desquels un jury de guérilleros décide de la sanction à appliquer pour diverses violations du règlement. Selon des cahiers à l'authenticité douteuse[réf. nécessaire] divulgués par l'armée colombienne, bien que des sanctions graduées existent (allant du creusement de tranchées à la condamnation à mort) les « conseils de guerre » sont souvent encouragés par les commandants à prononcer des sanctions sévères afin de « maintenir la morale révolutionnaire », de sorte que ces jugements se terminent bien souvent par des exécutions,. Les commandants sont habilités à prononcer eux-mêmes des sanctions au sujet des infractions mineures, telles que les vols ou la paresse, qui se traduisent par des travaux « d’intérêt général » (tranchées à creuser, corvées en tous genres). Pour les crimes passibles de mort (trahison, désertion avec ou sans biens appartenant au groupe, viol, etc) des conseils de guerre sont constitués et comprennent un président, un accusateur, un défenseur et cinq jurés. Si une peine de mort est prononcée, le Secrétariat doit obligatoirement en être informé,,.

### Forces et implantation géographique
Alors que les FARC comptent 17 000 guérilleros en 2000, à leur apogée, leur nombre serait tombé à 8 000 en 2010 selon l'armée. En 2008, l’armée colombienne estimait à plusieurs centaines par mois le nombre de désertions, une évolution attribuée notamment au programme gouvernemental visant à offrir des conditions de vie décentes à tout déserteur. Début 2011, selon l'amiral Edgar Cély, commandant des forces armées colombiennes, les principales zones de présence des FARC sont le nœud de Paramillo, dans le Nord-Ouest du pays, la région du Catatumbo, dans le département du Nord de Santander, au centre-nord, frontalier du Venezuela, ainsi que dans les départements du Cauca, Nariño, et Caquetá, dans le Sud du pays. À côté des forces militaires du mouvement, des milices urbaines ont été créées, avec pour but d'accroître l'influence de cette guérilla initialement paysanne dans les zones urbaines, y compris par des menaces sur la population civile et des actions terroristes,.
À partir de 2010, le Sud du Tolima, berceau des FARC et où se trouverait leur commandant en chef Alfonso Cano, est devenu un objectif stratégique pour les forces armées colombiennes, et une unité spéciale de l'armée colombienne, forte de 7 000 hommes, a été affectée à cette zone, avec pour mission d'y combattre l'influence des FARC et de poursuivre Alfonso Cano. Dans cette zone, sous l'influence des FARC depuis 40 ans, la guérilla dispose de milices très influentes et enracinées dans certaines villes comme Rioblanco et Planadas, la tâche de l'armée est également rendue difficile par les environs montagneux et boisés, et le climat difficile et froid. L'armée y a toutefois obtenu des succès, dont la démobilisation de 35 guérilleros, et est parvenue à porter des coups importants aux « anneaux de sécurité » d'Alfonso Cano.
Outre les combats et bombardements de l'armée, le quotidien des guérilleros est rendu difficile par une promiscuité constante, l'humidité, le bruit assourdissant et les dangers dont regorge la jungle (caïmans, serpents, mygales, etc.) ou encore l'isolement des campements. Pour des raisons de sécurité, les campements sont déplacés tous les deux ou trois jours.

### Idéologie
Les FARC sont une guérilla rurale, issue des zones d'autodéfense paysannes des années 1950-1960, en particulier de la république de Marquetalia. Jusqu'en 1991 environ, leur direction politique a été assurée par le Parti communiste colombien, parti marxiste-léniniste prônant la combinaison de toutes les formes de lutte : lutte politique et action sociale dans les villes, lutte armée dans les campagnes. Pendant toute cette période, c'est donc le parti qui gère l'orientation politique et idéologique des FARC. Toutefois, les FARC disposent du « Programme agraire de la guérilla », proclamé en 1964 et réaffirmé en 1993, qui prévoit la redistribution des terres à ceux qui les cultivent. Ce programme prévoit toutefois que « le Gouvernement Révolutionnaire respectera la propriété des paysans aisés qui travaillent leurs terres personnellement ». Il prévoit également la création d'un « front unique de toutes les forces révolutionnaires du pays » afin de « jeter à terre le régime oligarchique au service des impérialistes yankee ». L'aspect exclusivement rural du programme des FARC à cette époque est dû au fait que l'activité dans les villes et les syndicats est entièrement laissée au Parti communiste.
En 1993, alors que les FARC s'émancipent de la tutelle du Parti, elles se dotent d'un nouveau programme politique, lors de leur VIIIe conférence. Cette « plate-forme pour un gouvernement de réconciliation et reconstruction nationale » comporte dix points et dépasse les revendications agraires originelles des FARC. Parmi ces dix points :
- établissement d'une solution politique au conflit armé ;
- modernisation de l'économie et renforcement du secteur public, en particulier dans les secteurs stratégiques (énergie, transports, télécommunications), renforcement du marché intérieur, stimulation de la production, « de la petite, moyenne et grande industrie privée, de l'autogestion, des microentreprises et de l'économie solidaire ». Participation des acteurs sociaux à la gestion de l'économie ;
- affectation de 50 % du budget national aux dépenses sociales, 10 % pour la recherche scientifique ;
- accès facilité au crédit pour les agriculteurs, liquidation du latifundium là où il existe, redistribution des terres, protection des agriculteurs contre la concurrence internationale[p 28].

Selon la journaliste Pascale Mariani de Mediapart, « le marxisme des FARC est pragmatique, et plutôt modéré. Il correspond à la situation des campagnes colombiennes, oubliées dans le sous-développement. »

### Recrutement
Le recrutement des FARC est essentiellement rural (90 % des combattants en 2002). Le niveau d'éducation des guérilleros est souvent très faible et beaucoup apprennent à lire et à écrire au sein de l'organisation, et de nombreux mineurs sont recrutés (15 à 20 % des forces du mouvement en 2008 selon une ONG). Ce profil est également celui d'environ la moitié des dirigeants historiques des FARC, qui se sont avant tout formés au sein même de la guérilla. La plupart des combattants rejoignent la guérilla de façon volontaire, soit naturellement parce qu'ils ont toujours côtoyé les guérilleros dans leur vie quotidienne, soit par l'absence de perspectives, l'attrait des armes et de l'organisation. Le recrutement forcé de mineurs pourrait toutefois exister dans les zones contrôlées par la guérilla. L'armée de l'air affirme s'abstenir de bombarder certains campements de la guérilla en conséquence de la présence d'enfants soldats. En février 2015, les FARC annoncent relever à 17 ans l'âge minimum requis pour l’enrôlement dans la guérilla (contre 15 ans auparavant), mais compteraient encore, selon un organisme d'aide à la réinsertion, au moins 300 mineurs dans leurs rangs (de 3 à 5 % des effectifs de la guérilla).
En théorie les nouvelles recrues de la guérilla suivent une formation de six mois durant laquelle elles disposent de la possibilité de se rétracter et de s'en aller. La formation comprend également (outre les entraînements physiques et un apprentissage du maniement des armes) une étude de la discipline, des statuts et du projet politique des FARC. Selon des guérilleros interrogés par Le Monde diplomatique, les mineurs sont tenus éloignés des combats et rejoignent l'organisation le plus souvent par peur des paramilitaires ou en raison de la pauvreté. D'après eux, « Nous laissons toujours une longue période de réflexion et même de rétractation aux nouveaux arrivants. Il y a eu des cas de personnes qui venaient à la suite d’une déception amoureuse, de problèmes familiaux ou économiques. Si leurs motivations ne sont pas les bonnes, il est important pour nous de nous en séparer avant qu’il ne soit trop tard. Car, ici, c’est « vaincre ou mourir ! » »
Les femmes constituent près de 40 % des forces de la guérilla, un chiffre en augmentation. Soumises à un traitement identique aux hommes, tant en droits qu'en devoirs, elles participent fréquemment aux combats. Néanmoins, bien que moins important que dans la société colombienne, le machisme reste persistant dans les rangs des FARC et les femmes commandantes sont assez peu nombreuses. En cas de grossesse, elles peuvent faire le choix de garder l'enfant jusqu'à sa naissance mais doivent ensuite le confier à leur famille ou à des proches, les FARC considérant que les conditions quotidiennes imposées par la guerre ne se prêtent pas à la maternité. La guérilla comprend également une importante proportion de combattants indigènes, et dans une moindre mesure d'afro-colombiens souvent attirés par l'approche égalitaire qui prévaut au sein des FARC.

## Financement
Selon une étude de l'UIAF (émanation du ministère colombien des Finances) portant sur les finances des FARC en 2003, le revenu total de l'organisation en 2003 se serait élevé à 77 millions de dollars. La majeure partie de ces revenus proviendrait selon l'UIAF de l'extorsion (37 millions de dollars), suivie des vols de bétail (22 millions de dollars), et des revenus liés au trafic de drogue (environ 11 millions de dollars),. Selon cette même étude de l'UIAF, les FARC n'auraient dépensé en 2003 que la moitié de leur revenu, les principaux postes de dépense étant l'alimentation des guérilleros et des otages (14 millions de dollars), le carburant, l'armement et la propagande.
Toutefois, ces chiffres sont sujets à caution puisque d'autres études, universitaires ou administratives avaient envisagé des montants allant de 500 à 800 millions de dollars. Daniel Pécaut citant un rapport du ministère colombien de la Défense, réalisé en 2003, estime que les enlèvements contre rançon ne représentent à cette date que 40 % du financement des FARC, contre plus de 50 % pour le trafic de drogue.

### Trafic de drogue
Après avoir refusé de s'impliquer dans le trafic de drogue durant les premières années de leur existence, les FARC ont depuis leur VIIe conférence nationale en 1982 reconsidéré leur positionnement sous la pression des cultivateurs et autorisé la production de coca, sur laquelle ils prélèvent un impôt devenu une importante source de financement, mais en imposant des restrictions sur la proportion représentée par la coca sur la surface globale des terres exploitées dans les régions sous leur influence. Ils sont accusés par la DEA américaine et les autorités colombiennes, de liens avec les narcotrafiquants, principalement via l'aide logistique et la protection armée ; de ce fait, plusieurs de ses membres ont leur tête mise à prix par le gouvernement fédéral des États-Unis. Depuis le milieu des années 1990, les FARC sont très impliquées dans cette activité, contrôlant dans certaines régions comme le Guaviare tout le processus de production, depuis la culture de la coca jusqu'à la vente aux trafiquants en vue de l'exportation de la cocaïne. La réalité d'une participation des FARC à la production de cocaïne restent pour d'autres chercheurs une affirmation sujette à caution, puisqu'elle provient des prétendues découvertes de laboratoires par une armée colombienne dont la parole serait de faible crédibilité. Dans l'un de ses reportages, alors qu'il accompagnait une équipe anti-drogue, le journaliste français Roméo Langlois montre effectivement les militaires présenter comme des « laboratoires » de simples cabanes parfois désaffectées, exploitées non par les guérilleros mais par des paysans locaux, et donner un bilan très exagéré de l'opération en annonçant la destruction de 400 kg de cocaïne après n'avoir brûlé que quelques feuilles de coca.
Les FARC nient être impliquées dans la culture de la coca ou sa transformation ainsi que toute collusion avec le narcotrafic. Selon Raúl Reyes, les FARC imposent un impôt sous forme d'un pourcentage prélevé aux personnes possédant plus d'un million de dollars sans vérification de leur origine. Il explique toutefois que la guérilla n'interdit plus la culture de la coca. L'ex-commandante du Front 47 des FARC, Karina, devenue très critique de son ancienne organisation depuis sa démobilisation, explique néanmoins au sujet du trafic de drogue qu'elle avait au moment de son entrée dans la guérilla, en 1984, pour instruction du commandement de détruire systématiquement les champs de coca rencontrés. Elle assure également n'avoir jamais traité avec des narcos lorsqu'elle était membre des FARC, malgré sa fonction de commandante durant près d'une décennie.
La cocaïne peut servir comme moyen de paiement pour acheter des armes sur le marché noir international, auquel cas la drogue est fournie au trafiquant d'armes en échange des armes qu'ils apportent sur le territoire colombien, et peut quitter la Colombie par le même moyen de transport utilisé pour l'acheminement des armes. Le chef d'une organisation de commerce de la drogue et de trafic d'armes, Luiz Fernando da Costa (aussi connu sous le nom de Fernandinho Beira-Mar), fut capturé en Colombie en avril 2001 après plusieurs jours de fuite dans la jungle. Il aurait avoué avoir fourni des armes aux FARC en échange de coca, mais il nie plus tard ces accusations devant le Parlement brésilien, indiquant que « s'il avait fourni des armes aux FARC, le gouvernement colombien ne l'aurait pas extradé et qu'il aurait été jugé en Colombie ». En mai 2010, quatorze personnes présentées par la police comme des membres des FARC et du cartel de Juárez (puissant cartel mexicain) sont arrêtés dans plusieurs régions du pays. Les narcotrafiquants sont accusés de se procurer de la cocaïne auprès des FARC, leur fournissant en échange des armes légères (pistolets, fusils). Selon la police, la drogue provenait du département de Caquetá, où les FARC ont une forte présence, et serait acheminée par le réseau mexicain jusqu'au port de Buenaventura ou au golfe d'Urabá, d'où elle partait vers l'Amérique centrale. Ce serait la première fois que la police colombienne parvient à démasquer et à prouver avec précision les relations des FARC avec des narcotrafiquants étrangers, même si l'existence de ces liens était déjà alléguée auparavant.

### Impôts et enlèvements
En 2000, les FARC ont publié la « Loi 002 », par laquelle ils exigent des personnes physiques ou morales détentrices d'un patrimoine supérieur à un million de dollars le paiement d'un « impôt » équivalent à 10 % de la valeur de leur patrimoine. Les personnes contrevenantes s'exposant à un risque d’enlèvement contre rançon. Cette « loi » ne faisait en fait qu'officialiser la pratique de l'extorsion telle que le pratiquaient déjà les FARC. Dans les faits, l'extorsion et les prises d'otage auraient concerné des familles bien plus modestes que celles visées par la « loi 002 ». Dans ce contexte, le groupe enlève des personnes qu'il considère comme de gros propriétaires terriens, des hommes d'affaires, des entrepreneurs, tout comme des officiels nationaux et internationaux. En janvier 2008, certaines sources estiment à plus de 750 le nombre de personnes détenues par les FARC.
Les FARC sont responsables de 25 % des enlèvements contre rançon perpétrés en Colombie entre 1981 et 2003, soit plus de 7 900 enlèvements sur cette période. Le 16 mai 2000, une bombe télécommandée soudée au cou de l'otage Elvia Cortes, 53 ans, est déclenchée, tuant l’otage ainsi qu'un démineur et mutilant les sauveteurs. Selon la presse, les FARC réclamaient 7 500 dollars. On découvrira finalement que cet assassinat était le fait d'un groupe criminel sans rapport avec les FARC, mais l’événement, très médiatisé quand on croyait la guérilla responsable (bien que son porte-parole Raúl Reyes ait condamné un « assassinat monstrueux » et affirmé qu'aucun membre de l'organisation n'aurait pu en être responsable), dégrade l'image du processus de paix alors en cours,. 45 otages auraient été assassinés en 2006, dans des tentatives manquées de libération par l'armée ou parce que leurs familles n'avaient pas pu payer la rançon demandée par la guérilla. Quand les otages sont exécutés ou trouvent la mort lors de leur captivité, les FARC exigeraient une rançon des familles pour leur restituer les restes de leur défunt.
En février 2012, au travers d'un communiqué du secrétariat de l'organisation, les FARC annoncent finalement qu'ils interdiront désormais la pratique de l'enlèvement de civils (à compter de cette date, nous interdisons ces pratiques dans le cadre de notre combat révolutionnaire).

## Actions

### Actions militaires
Les FARC mènent des opérations de guérilla classique :
- dynamitage de ponts, routes, oléoducs, pylônes électriques ;
- harcèlement d'unités militaires ou de police ;
- pose de mines antipersonnel ;
- attaques de bases militaires ou de villes : prise de Mitú (capitale du Vaupés). Ces actions ambitieuses ont eu lieu en particulier à la fin des années 1990, témoignant de la capacité des FARC à cette époque à mener des attaques de grande échelle mobilisant plusieurs centaines de combattants ;
- incursions dans les villages pour faire connaître publiquement leur présence et distribuer des éléments de propagande.

Ils mènent également des actions de type terroriste : attentats à la voiture piégée, prises d'otages, etc.

### Otages politiques
Les otages politiques, dits « échangeables » par les FARC sont ceux (militaires, policiers, hommes politiques) que les FARC considèrent comme des prisonniers de guerre qui sont libérés soit unilatéralement comme geste de bonne volonté politique, soit en échange de la libération de guerilleros prisonniers dans le cadre d'un échange humanitaire avec le gouvernement. Pour cela, ils demandent la création d'une zone démilitarisée pour conduire des négociations avec le gouvernement, de façon analogue à ce qui avait été fait lors des négociations de paix avortée du Caguán, entre 1999 et 2002.
Quinze de ces otages politiques, dont la Franco-Colombienne Íngrid Betancourt (captive de février 2002 à juillet 2008), 3 agents de la CIA et onze soldats et policiers colombiens ont été libérés le 2 juillet 2008 par l'armée colombienne lors de l'opération Jaque. Après ces libérations, les FARC conservaient en leur pouvoir 29 otages « échangeables » en août 2008. Leur nombre diminue depuis au fil des libérations unilatérales, comme celles d'Alan Jara et Sigifredo López en février 2009, de Pablo Emilio Moncayo et Josué Daniel Calvo en mars 2010 ou des évasions comme celle d'Óscar Tulio Lizcano en octobre 2008. Une opération militaire se déroulant les 13 et 14 juin 2010, en pleine campagne pour le second tour de l'élection présidentielle colombienne de 2010, permet la libération par les forces armées de quatre militaires retenus par les FARC depuis douze ans, dont l'un (Luis Mendieta), nommé au grade de général pendant sa captivité, était le plus hauté gradé détenu par la guérilla. Après ces libérations, 17 otages « échangeables » restaient détenus par les FARC, presque tous privés de liberté depuis plus de dix ans, comme José Libio Martínez Estrada (es), capturé le 21 décembre 1997 lors de la prise de la base militaire de Patascoy (es),.
La plus spectaculaire prise d'otages politiques par les FARC a eu lieu en avril 2002, quand les FARC ont enlevé 12 députés du Valle del Cauca, à Cali, en se faisant passer pour des militaires colombiens. Pendant 5 ans les négociations de libération restent au point mort. Au mois de mai 2007, Rodrigo Granda (es) est libéré par le gouvernement pour servir comme intermédiaire dans la libération d'otages (dont Íngrid Betancourt). Le 28 juin, les FARC annoncent la mort de 11 des 12 députés, tués 10 jours plus tôt elles accuseront l'armée d'avoir tenté une opération de libération. Le 18 juin 2008 plusieurs cérémonies de commémoration ont eu lieu[réf. nécessaire]. Sigifredo López, le seul survivant, a été libéré par les FARC le 5 février 2009. Mais en 2012 l'ancien député libéral se retrouve accusé de collaboration avec le groupe rebelle, raison pour laquelle il aurait été épargné, et est emprisonné. En 2017, Sigifredo López est blanchi et l'État colombien est condamné par le tribunal administratif du Cundinamarca à verser 602 millions de pesos (environ 200 000 $) à López et à sa famille en réparation de ses pertes de revenus dues à son emprisonnement et du préjudice moral subi par lui et sa famille.
Fin mai 2009 à Garzon une tentative d'enlèvement du maire et du conseil municipal de Garzon tue trois soldats,. Le conseiller capturé est libéré par la guérilla en février 2011.

## Droits de l'homme

### Actions visant les civils
Si l'armée et les paramilitaires continuent d’être accusés de la grande majorité des meurtres de civils (88 %), actes de tortures (90 %), viols (98 %), et déplacements forcés de populations (90 %), les guérillas seraient responsables de 60 % des enlèvements contre rançon.
Dans leurs actions contre les forces armées et de police, les FARC utilisent des moyens d'action pouvant blesser les civils comme les véhicules piégés ou les explosions de bonbonnes de gaz. Des assassinats ciblés, et extorsions sont aussi à l'actif du groupe. L'assassinat de candidats pendant les périodes électorales est également un moyen pour ce groupe de tenter de peser sur le processus électoral par l'élimination directe de certains candidats, et de réaffirmer leur emprise sur certaines zones du pays,. Un rapport de février 2005 du commissaire aux droits de l'homme de l'Organisation des Nations unies mentionne que, en 2004 « les FARC continuèrent de commettre de graves violations des droits de l'homme comme des meurtres de personnes protégées, des actes de torture et des prises d'otages, qui affectèrent de nombreux civils, dont des femmes, des rapatriés, des garçons et des filles, et des groupes ethniques ».
Le journaliste Gregory Wilpert du Monde diplomatique estime qu'en se focalisant sur les crimes imputables aux FARC, les grands médias colombiens ont renvoyé une perception biaisée du conflit. Une étude de la chercheuse Alexandra García portant sur plus de cinq cents articles publiés dans les grands journaux entre 1998 et 2006 indique que dans la grande majorité des articles se référant à des violences commises par les organisations paramilitaires, il était seulement question d’« hommes armés » ou d’« hommes encagoulés », sans plus de précisions sur les auteurs. Au contraire, dans le cas de violences impliquant les guérillas, celles-ci étaient le plus souvent mentionnées explicitement. Les études d'opinion indiquent qu'une majorité de Colombiens considère les guérillas comme les principales responsables du conflit armé.

### Missiles artisanaux
Les FARC fabriquent des missiles improvisés fabriqués à partir de bonbonnes de gaz, et les utilisent souvent pour lancer des attaques contre des villes et objectifs militaires (comme le commissariat de police de Toribió en 2002). Ces armes sont très peu précises, augmentant la fréquence d'impact sur les civils et leurs maisons, comme cela a été le cas le 2 mai 2002 à Bojayá quand un obus s'ecrasa accidentellement sur une église et tua 119 civils dont 45 enfants,. Les attaques à la bonbonne de gaz des 14 et 17 avril 2005 de la ville de Toribío causèrent le déplacement de plus de deux mille habitants et la destruction de deux douzaines d'habitations. En 2009, les FARC lancent encore des attaques avec l'utilisation de missiles improvisés, telle celle qui a eu lieu le 13 janvier dans la localité de Roberto Payán tuant trois enfants et faisant une dizaine de blessés. Selon Human Rights Watch, « le fait que les FARC continuent d'utiliser les bombes à base de bonbonne de gaz montre le désintérêt flagrant de ce groupe pour les vies des civils… Les bombes à base de bonbonne de gaz ne peuvent être utilisées avec précision, et ont pour conséquence d'atteindre fréquemment des objets civils et de causer d'inévitables dommages civils. »

### Droits des enfants
À partir d’informations transmises par les autorités colombiennes, l'ONU intègre dans l'un de ses rapports, publié en mai 2010, les FARC (tout comme l'ELN et les groupes paramilitaires) à une liste de 16 groupes armés que les Nations unies considèrent comme les « violateurs les plus persistants » des droits des enfants. Ils sont en particulier accusés de recruter des enfants soldats pour participer aux combats, obtenir des renseignements, recruter à leur tour d'autres mineurs ou peut-être, toujours selon ce même rapport, les utiliser comme « esclaves sexuels ». 633 enfants auraient ainsi été recrutés par ces différents acteurs armés en 2008 et 2009. Selon ce même rapport, l'armée utilise également des enfants pour obtenir des renseignements, ce qui les expose aux représailles des guérillas. Pour l'ONU, de graves violations des droits des enfants se produisent dans un conflit lorsque des enfants sont recrutés, ou victimes d'assassinats, de blessures, d'enlèvements, ou s'il se produit des attaques d'écoles ou d’hôpitaux. 21 pays en guerre sont à ce titre mentionnés dans le rapport,. 85 % des mineurs recrutés le seraient de façon volontaire, les 15 % restant étant forcés à s'enrôler, notamment par les paramilitaires. L'engagement « volontaire » d'un mineur dans la guérilla peut toutefois être vu comme un engagement forcé par les conditions sociales et économiques : absence de perspectives économiques, risques pesant sur les mineurs auxquels ils pensent pouvoir se soustraire en rejoignant la guérilla. Bien que le recrutement de mineurs soit de moins en moins toléré par la société colombienne, les dénonciations sont encore rares par rapport aux cas constatés, d'une part par peur des représailles, d'autre part par l'ignorance des démarches administratives à suivre. En février 2015, les FARC annoncent cependant relever à 17 ans l'âge minimum requis pour l’enrôlement dans la guérilla (contre 15 ans auparavant).

### Liberté de la presse
En 2010, Reporters sans frontières inclut les FARC sur une liste de 40 États et organisations qui sont des « prédateurs » de la liberté de la presse, indiquant qu'une cinquantaine de journalistes auraient été enlevés par la guérilla depuis 1997, que l'organisation rend impossible le travail de la presse dans les régions où elle est implantée, et a saboté les moyens de transmission de médias jugés hostiles.

### Populations indigènes
L'impact du conflit armé sur les populations indigènes est dramatique, menaçant d'extinction pure et simple de nombreuses populations en particulier dans les départements du Sud-Est colombien : Guainía, Vaupés, Guaviare, Vichada et Amazonas, qui sont à la fois une zone de forte population indigène (environ 60 % de la population de ces départements) et des zones de forte présence des FARC. Le peuple Awá, vivant essentiellement dans le département du Nariño est également souvent victime d'actions meurtrières des FARC, ces actions allant jusqu'à des massacres par les FARC de dizaines d'indiens Awá accusés d'avoir été des informateurs de l'armée,,. Il semble que l'armée colombienne se soit également rendue coupable de massacres d'indiens Awá. Dans plusieurs régions de Colombie, dont les départements de Chocó, Cauca, Nariño et Vaupés, les FARC, comme l'ELN ou l'armée nationale, forcent des mineurs indigènes à s'enrôler, conduisant parfois des familles entières à fuir leur région d'origine pour éviter à leurs enfants d'être recrutés, contribuant à la disparition de cultures indigènes dont plusieurs sont composées de moins de 500 membres.
En mars 1999, les FARC tuèrent trois citoyens des États-Unis, des militants des droits pour les indigènes d'Amérique, au Venezuela, après les avoir capturés en Colombie. Les FARC ont assumé la responsabilité de ces assassinats prétendant que les victimes tentaient de monter les communautés indigènes contre les FARC. Les FARC ont toutefois également déclaré que les responsables allaient être punis pour avoir agi sans autorisation.
Cependant, il est important de noter qu'en octobre 2008, 45 000 indigènes colombiens se rassemblent pour manifester contre la politique d'Uribe. Ce dernier les condamne, car ils ne coopèrent pas avec le gouvernement. Ceux-ci se sentent en fait pris entre les feux croisés des AUC, des FARC et de l'armée gouvernementale. Une vidéo diffusée sur CNN a montré des militaires visant les manifestants avec des tirs de fusil et abattre trois indigènes. Uribe, qui a d'abord nié ces faits, doit finalement les admettre face à l'évidence des informations de la chaîne américaine. Quelques semaines plus tard l'un des meneurs du mouvement de protestation est abattu à un barrage militaire, dans ce qui semble avoir été une tentative de l'armée de présenter sa mort sous forme de faux positifs[réf. nécessaire].

## Relations internationales
Selon Daniel Pécaut, « les FARC n'ont jamais disposé d'une aide matérielle extérieure ». La proximité idéologique entre le PCC et l'Union soviétique jusqu'au milieu des années 1980 ne s'est jamais traduite par une aide matérielle soviétique aux FARC, qui n'ont pas non plus bénéficié d'aide cubaine, alors que bon nombre de dirigeants du M19 ou de l'ELN étaient passés par ce pays.
À partir de 2008, les relations du président colombien Alvaro Uribe avec l'Équateur et surtout le Venezuela sont exécrables. Le président vénézuélien, Hugo Chavez, prend ainsi parti ouvertement en faveur de l'octroi aux FARC du statut de belligérant (« l'ELN et les FARC sont de véritables armées qui occupent un territoire dans le pays […] Il faut les reconnaître comme telles [...] Ce sont des forces insurgées qui ont un projet politique »). Hugo Chavez joue ainsi le rôle d'intermédiaire dans la libération de la plupart des otages politiques, dont Clara Rojas et Consuelo Gonzalez. Lors de la libération de ces deux dernières, l'envoyé d'Hugo Chavez salue ainsi un commandant local des FARC, lui souhaitant bonne chance dans son combat. S'il était de notoriété publique dès avant 2008 que les FARC pouvaient bénéficier de certaines facilités pour circuler ou séjourner au Venezuela et en Équateur, ce modus vivendi n'avait jamais débouché sur un quelconque soutien politique, même mesuré, d'Hugo Chávez aux FARC.
Les relations avec l'étranger étaient assurées jusqu'à sa mort par Raúl Reyes (y compris à partir de camps éventuellement installés à l'étranger). Rodrigo Granda, son adjoint, étant parfois considéré jusqu'à son enlèvement le 15 décembre 2005 à Caracas puis de nouveau à partir de sa libération le 5 juin 2007 comme le ministre des affaires étrangères des FARC, bien qu'il rejette lui-même cette appellation (« Ça, c’est un truc de journalistes. Le véritable ministre des Affaires étrangères des FARC, c’est Raúl Reyes, le chef de la commission internationale. »).
Diverses organisations terroristes ou insurgées ont été accusées d'entretenir des relations avec les FARC. Ainsi, trois irlandais membres de l'IRA ont été arrêtés en 2001 alors qu'ils tentaient de quitter la Colombie avec des faux passeports. Condamnés à de longues peines de prison, ils ont fui le pays avant que les peines ne puissent être exécutées. Néanmoins, l'inscription des FARC sur la liste des organisations terroristes par l'Union européenne, en juin 2002, ainsi que la libération de Betancourt, ont facilité une éventuelle collaboration des États européens avec la Colombie dans la lutte contre les FARC. En revanche, la Suisse n'a pas inscrit les FARC sur la liste des organisations terroristes, et conserve de mauvais rapports avec Bogotá, qui accuse en effet l'émissaire suisse chargé de négocier la libération des otages, Jean-Pierre Gontard, d'avoir convoyé des fonds pour le compte des FARC. Les FARC entretiennent des rapports fraternels avec l'insurrection kurde du PKK, qui néanmoins se circonscrivent à des déclarations mutuelles de solidarité. Les FARC auraient également entretenu depuis 1993 une relation continue avec ETA, basée en particulier sur de l'échange de connaissance et de technologies : l'ETA aurait transmis aux FARC leurs techniques de fabrication de missiles artisanaux ainsi que de déclenchement à distance de bombes à l'aide de téléphones portables et de guérilla urbaine, tandis que les FARC auraient reçu en Colombie en 2000 quatre membres d'ETA pour leur transmettre leurs propres méthodes et les entraîner, en partie en vue d'attentats contre des personnalités colombiennes en Espagne. Ces possibles liens ont été largement évoqués à partir de 2008 avec l'exploitation des informations contenues dans les ordinateurs de Raul Reyes. Selon le juge espagnol chargé du dossier, ces relations se feraient avec la « collaboration du gouvernement vénézuelien », en particulier à travers la personne d'Arturo Cubillas (es), vénézuelien d'origine basque accusé de faire le lien entre les deux groupes armés.
Plus largement, les autorités colombiennes ont divulgué en 2008 de nombreuses informations issues de la saisie des ordinateurs de Raul Reyes après sa mort lors d'un bombardement de son campement en Équateur. Bogotá aurait ainsi identifié sept pays européens (la Suisse, l'Allemagne, la France, l'Espagne, le Danemark, l'Italie et la Belgique) qui abriteraient une douzaine de membres de la commission internationale des FARC (Cominter - Reyes en était l'un des membres). Les informations issues de ces ordinateurs ont également mené à l'interpellation en Espagne de Maria Remedios Garcia Albert. Le ministère espagnol de l’Intérieur a indiqué que cette femme de 57 ans serait membre de la commission internationale des FARC. L’Espagne l’accuse d’avoir offert une couverture à la guérilla et de faire la liaison avec ses représentants en Europe, notamment en leur versant de l’argent. Toutefois, vu la saisie en territoire équatorien de ces ordinateurs hors du cadre légal d'échange juridique entre les deux pays, la Cour suprême de Colombie a déclaré irrecevables comme preuves les documents issus de ces ordinateurs. Pour cette raison, en 2011, le processus judiciaire contre Garcia Albert en Espagne s'orientait vers un non-lieu.
Toujours sur la base des ordinateurs de Raul Reyes, le Venezuela et l'Équateur auraient apporté un soutien financier, logistique et militaire actif aux FARC,. Le Venezuela aurait ainsi versé 300 millions de dollars d'aides aux FARC, leur auraient livré des armes, aurait servi d'entremetteur dans des achats d'armes, et aurait passé des accords d'entraînement militaire avec la guérilla. Ce soutien vénézuelien serait un remerciement au soutien apporté à Hugo Chávez lorsqu'il était en prison après sa tentative de coup d'État en 1992. En 2011, le rapport de l'IISS qualifie les relations entre les FARC et le gouvernement de Chavez de complexes, le président vénézuelien ayant pu voir à un certain moment dans les FARC un allié stratégique contre les menaces extérieures telle que les États-Unis. Le Venezuela a démenti, rejetant la véracité des données saisies dans les ordinateurs de Reyes. Toujours à la suite des informations des ordinateurs de Raul Reyes, il est apparu que les FARC auraient soutenu financièrement la campagne électorale du président équatorien Rafael Correa, ce que celui-ci dément. Correa s'est déclaré prêt à reconnaître un statut de belligérant aux FARC si ceux-ci renonçaient aux pratiques allant contre les lois de la guerre (séquestrations, attentats à la bombe, etc.). Les FARC ont également disposé de campements en territoire équatorien, dont celui où est abattu Raúl Reyes en 2008. L'armée équatorienne mène une politique active de destruction des bases des FARC sur son territoire, démantelant 126 bases des FARC en 2010 (60 de moins que l'année précédente).
De façon plus générale, selon le journal El País du 11 mai 2008, s'appuyant sur les révélations du gouvernement colombien à la suite de la saisie des ordinateurs de Reyes, les FARC auraient créé des groupes de soutien et des cellules clandestines grâce à la Coordination continentale bolivarienne (CCB), mouvement de la gauche radicale disposant de représentations dans 17 pays, dont l'Allemagne et la Suisse.
Enfin, au Danemark, la société Fighters + Lovers (en) vend des T-shirts portant notamment le logo des FARC. Une somme de 5 euros est reversée à la guérilla sur chaque vente. Le 13 décembre 2007, la société a été acquittée des charges de soutien à un groupe terroriste par la justice danoise, au motif que l’action du groupe armé ne visait pas à intimider les populations ou à détruire le système économique et politique colombien. En appel, six des inculpés ont été condamnés pour aide à une organisation terroriste et un septième acquitté. Deux ont été condamnés à six mois de prison ferme, deux autres à quatre mois avec sursis et les deux derniers mois avec sursis.

### Autres références
1. ↑  AFP, « Farc: il y a plus de guérilleros que prévu », La Tribune de Genève, 10 février 2017.
2. ↑  « À qui profite la crise des otages des Farc? », 20 Minutes, 2 janvier 2008 (consulté le 15 juillet 2016).
3. ↑  « Liste des organisations considérées comme terroristes par le gouvernement du Canada »(Archive.org • Wikiwix • Archive.is • Google • Que faire ?), sur publicsafety.gc.ca.
4. ↑  (en) Associated Press, « NZ designates 4 new terrorist groups », Taiwan News (consulté le 20 mai 2010).
5. 1 2  (en) Constanza Vieira, « COLOMBIA: International Criminal Court Scrutinises Paramilitary Crimes », sur ipsnews.net, aug 27 2008 (consulté le 28 avril 2016).
6. ↑  (es) « 'Acuerdo cerrará capítulo de la guerra y abrirá el de la paz': Santos », sur el Tiempo, 24 aout 2016 (consulté le 25 août 2016).
7. ↑  « Colombie : les FARC décrètent un cessez-le-feu définitif historique », lemonde.fr,‎ 28 août 2016 (ISSN 1950-6244, lire en ligne, consulté le 29 août 2016)
8. ↑  Michel Noll, « La fin d'un rêve colombien : l'assassinat occulté de Jorge Eliécer Gaitan »(Archive.org • Wikiwix • Archive.is • Google • Que faire ?), 2006.
9. ↑  (es) Eric Hobsbawm, Rebeldes primitivos : Estudio sobre las formas arcaicas de los movimientos sociales en los siglos XIX y XX, Editorial Ariel, S. A., 1983 (lire en ligne)
10. ↑  (es) Cesar Augusto Ayala Diago, « El cierre del Congreso de 1949 », Revista Credential, no 162,‎ juin 2003 (lire en ligne)
11. ↑  (en) James D. Henderson, Modernization in Colombia : The Laureano Gomez Years, 1889-1965, Gainesville, University Press of Florida, 2001, 508 p. (ISBN 978-0-8130-1824-9), p. 352-254
12. ↑  (es) « Cronología de la Resistencia », Resistencia, no 32,‎ mai 2004 (lire en ligne)
13. 1 2 3 4 5  « ¿Qué les queda a las FARC? »(Archive.org • Wikiwix • Archive.is • Google • Que faire ?), sur semana.com, 2008 (consulté le 30 octobre 2009).
14. ↑  Jean-Michel De Marchi, « L'histoire des FARC, de la révolution au trafic de drogue », sur Rue89, 3 novembre 2016
15. ↑  « Article du Monde diplomatique sur les répressions et assassinats à la suite du processus de paix de 1985 », Le Monde diplomatique.
16. 1 2  (es) Iván Cepeda Castro, « Genocidio político: el caso de la Unión Patriótica en Colombia », Revista Cetil, vol. 2,‎ septembre 2006, p. 101-112 (lire en ligne)
17. ↑  « Impressions de Colombie », sur amis.monde-diplomatique.fr, 6 octobre 2007 (consulté le 20 mai 2010).
18. ↑  Maurice Lemoine, « La Colombie d'Ingrid Betancourt », Le Monde diplomatique, 25 mai 2006.
19. ↑  Maurice Lemoine, « En Colombie, une nation, deux Etats », sur RISAL.info, mai 2000.
20. ↑  Daniel Pécaut, « La « guerre prolongée » des FARC », sur ÉchoGéo, 2008.
21. ↑  
(en) « Rightist group becomes a major force in Colombian war », Miami Herald, 29 mars 2001.
22. ↑  Maurice Lemoine, « Dangereuse escalade », Le Monde diplomatique, avril 2003.
23. ↑  (es) « ¿Por qué Marulanda no fue a la cita con Pastrana? »(Archive.org • Wikiwix • Archive.is • Google • Que faire ?), sur Corporación Nuevo Arco Iris, 2009.
24. ↑  (es) « En qué andan las FARC, tras 6 años de la ruptura del proceso de paz con el Gobierno Pastrana »(Archive.org • Wikiwix • Archive.is • Google • Que faire ?), sur El Tiempo, 1er mars 2008
25. ↑  « Les coups de l'Armée portés aux FARC, armée nationale colombienne »(Archive.org • Wikiwix • Archive.is • Google • Que faire ?), sur ejercito.mil.co, 2 mars 2008.
26. ↑  Marie Delcas, « Un chef des FARC tué par un guérillero au cours d'une opération colombienne », Le Monde, 8 mars 2008.
27. ↑  Cyriel Martin, « Farc : ce que la mort de Marulanda change », http://www.lepoint.fr,‎ 26 mai 2008 (lire en ligne)
28. ↑  « L’âme noire des FARC s’est rendue »(Archive.org • Wikiwix • Archive.is • Google • Que faire ?), sur Libération, 21 mai 2008.
29. 1 2  « De la guerra de ‘Jojoy’ a la guerra de ‘Cano’ », arcoiris.com.co,‎ 19 octobre 2016 (lire en ligne)
30. 1 2  Philippe Dufort (Université du Québec), « Paramilitarisme et scandale de la parapolitique en Colombie », La Chronique des Amériques, no 17,‎ octobre 2007 (lire en ligne, consulté le 27 avril 2021)
31. ↑  
« Colombie - paramilitaires : cousin du président Uribe arrêté ; ex-sénateur, il présida le Parlement », latinreporters.com.
32. ↑  Marie Delcas, « Manifestations massives en Colombie pour protester contre la guérilla des FARC », sur Le Monde, 5 février 2008.
33. ↑  (en) « Among the FARC's true believers »(Archive.org • Wikiwix • Archive.is • Google • Que faire ?), sur Times magazine, 3 juillet 2008..
34. ↑  (en) « Es hora de replantear la forma de combatir a la guerrilla »(Archive.org • Wikiwix • Archive.is • Google • Que faire ?), sur Semana, 7 septembre 2010..
35. ↑  
(es) « "Es el golpe a las Farc más importante en la historia": Santos », semana.com, 23 septembre 2010
36. ↑  
AFP/liberation.fr, « Coup « historique » aux Farc : le chef militaire tué par l'armée colombienne »(Archive.org • Wikiwix • Archive.is • Google • Que faire ?), 23 septembre 2010.
37. ↑  
(es) « Santos: “El golpe más importante a las Farc, ‘Jojoy’ era el símbolo del terror” »(Archive.org • Wikiwix • Archive.is • Google • Que faire ?), semana.com, 23 septembre 2010.
38. ↑  
(es) « Golpe al terror », Semana, 25 septembre 2010
39. ↑  
« El 'Médico', reemplazo de 'Jojoy', se empieza a sentir en Meta », Semana, 16 mai 2011
40. ↑  (es) « 1 de junio de 2011 Autoridades venezolanas detienen en Barinas a colombiano solicitado por Interpol »(Archive.org • Wikiwix • Archive.is • Google • Que faire ?), Gouvernement bolivarien du Venezuela, 1er juin 2011 (consulté le 26 juin 2001).
41. ↑  Marie Delcas, « Alfonso Cano, le chef des FARC, a été tué par l'armée colombienne », Le Monde,‎ 5 novembre 2011 (lire en ligne)
42. ↑  
Le Monde avec AFP, « Les FARC ont désigné leur nouveau chef, Timoleon Jimenez, dit « Timochenko » », Le Monde, 15 novembre 2011.
43. ↑  Jose Bautista AFP, « Colombie: les FARC tuent 4 otages », sur La Presse, 26 novembre 2011 (consulté le 8 septembre 2020).
44. ↑  
Europe1.fr avec AFP, « 11 militaires tués par les FARC », 18 mars 2012.
45. ↑  
« 39 rebelles des FARC tués par l'armée »(Archive.org • Wikiwix • Archive.is • Google • Que faire ?), Métro Montréal.
46. ↑  
« Un chef des Farc colombiennes arrêté au Venezuela »(Archive.org • Wikiwix • Archive.is • Google • Que faire ?), TF1 News.
47. ↑  
L'Obs avec AFP, « Colombie : nouvelle défaite militaire pour la guérilla des Farc », Le Nouvel Obs, 26 mars 2012.
48. ↑  « EXCLUSIF - Colombie, à balles réelles - vidéo Dailymotion »(Archive.org • Wikiwix • Archive.is • Google • Que faire ?), sur Dailymotion (consulté le 6 juin 2016).
49. ↑  « Colombie : 12 militaires tués dans une embuscade attribuée aux Farc »(Archive.org • Wikiwix • Archive.is • Google • Que faire ?), sur lesoir.be (consulté le 6 juin 2016).
50. ↑  « Colombie : les FARC annoncent un cessez-le-feu unilatéral et permanent », lemonde.fr,‎ 17 décembre 2014 (ISSN 1950-6244, lire en ligne)
51. ↑  
(es) Ana Marcos, « Las FARC ratifican los acuerdos de paz y piden a la disidencia que se una », El País, 23 septembre 2016.
52. ↑  E. Michaut, Un forum pour la paix en Colombie, Mediapart, 8 septembre 2016 (lire en ligne)
53. ↑  
Le Monde avec AFP, AP et Reuters, « L’accord de paix historique entre la Colombie et les FARC a été signé », 27 septembre 2016.
54. ↑  
Le Monde avec AFP et Reuters, « Colombie : victoire du « non » à l’accord de paix avec les FARC », Le Monde, 3 octobre 2016.
55. ↑  
(es) « El Gobierno de Colombia y las FARC alcanzan un nuevo acuerdo de paz », La Vanguardia, 13 novembre 2016.
56. ↑  
(es) AFP, « Congreso de Colombia ratifica acuerdo de paz con guerrilla FARC », El Universo (Équateur), 30 novembre 2016.
57. 1 2  « Colombie : les Farc ont rendu toutes leurs armes, selon l'ONU », FRANCE 24, 27 juin 2017 (consulté le 8 septembre 2020).
58. ↑  franceinfo avec AFP, « Colombie : la guérilla des Farc a achevé la remise de ses armes, annonce l'ONU », sur francetvinfo.fr, 27 juin 2017 (consulté le 8 septembre 2020).
59. ↑  Mathieu Dejean, « Colombie : comment la guérilla des FARC va réintégrer la vie civile ? », Les Inrocks, 8 juillet 2017.
60. ↑  (en) Paulo M. Brando, Lucas Paolucci, Caroline C. Ummenhofer et Elsa M. Ordway, « Droughts, Wildfires, and Forest Carbon Cycling: A Pantropical Synthesis », Annual Review of Earth and Planetary Sciences, vol. 47, no 1,‎ 30 mai 2019, p. 555-581 (ISSN 0084-6597 et 1545-4495, DOI 10.1146/annurev-earth-082517-010235, lire en ligne, consulté le 10 septembre 2021).
61. ↑  « Colombie : les Farcs ont-ils empêché la déforestation ? », Le Point,‎ 3 août 2017 (lire en ligne)
62. ↑  
Le Monde/AFP, « En Colombie, l’ex-guérilla des FARC lance son parti », 1er septembre 2017.
63. ↑  Maurice Lemoine, « Désaccords de paix en Colombie », sur medelu.org, 6 octobre 2017 (consulté le 15 octobre 2017).
64. 1 2  Gillian Maghmud, « En Colombie, le réarmement des FARC et la revanche de l'extrême-droite paramilitaire », sur Le Vent Se Lève, 22 septembre 2019 (consulté le 8 septembre 2020).
65. ↑  « En Colombie, des FARC annoncent reprendre la lutte armée, Bogota riposte », Le Monde,‎ 29 août 2019 (lire en ligne, consulté le 30 août 2019)
66. ↑  Colombie : le gouvernement annonce la mort de Nestor Vera, principal dirigeant de la dissidence des FARC
67. ↑  « En Colombie, une dissidence des FARC accepte un cessez-le-feu « unilatéral » après des négociations avec le pouvoir » , sur Le Monde, 30 juin 2024
68. ↑  « ¿Qué es y quiénes componen el Secretariado del Estado Mayor Central también conocido como Secretariado Nacional de las FARC-EP? »(Archive.org • Wikiwix • Archive.is • Google • Que faire ?), sur FARC-EP_Fuerzas Armadas Revolucionarias de Colombia -Ejército del Pueblo- (consulté le 6 juin 2016).
69. ↑  Communiqué de l'armée de l'air colombienne, « Hallan hospital de las Farc en la selva, cerca del municipio de Puerto Rico (Meta) »(Archive.org • Wikiwix • Archive.is • Google • Que faire ?), septembre 2005 (consulté le 3 novembre 2009).
70. ↑  
Axel Gyldén, « Le vrai visage des ravisseurs d'Ingrid », L'Express, 22 février 2007.
71. ↑  
(es) « Los fusilados de las Farc », Semana, 13 février 2010
72. 1 2  Véronique Gaymard, « Colombie : une Française dans la guérilla des FARC », RFI, 28 juin 2016 (consulté le 8 juillet 2016).
73. ↑  « Reglamento de Régimen Disciplinario de las Fuerzas Armadas Revolucionarias de Colombia - Ejército del Pueblo - (FARC-EP) »(Archive.org • Wikiwix • Archive.is • Google • Que faire ?) (consulté le 8 juillet 2016).
74. 1 2  « [RISAL.info] Guérilla en Colombie : la fin et les moyens », sur risal.collectifs.net, 6 septembre 2007 (consulté le 11 mai 2016).
75. ↑  
(es) « A las Farc sólo le quedan 8.000 hombres » [« Les FARC n'ont plus que 8 000 hommes »], El Espectador, 27 avril 2010.
76. ↑  
(en) Jeremy McDermott, « Colombia's rebels: A fading force? », BBC news, 1er février 2008.
77. ↑  
(es) « "Las bandas criminales son la principal amenaza para el país": general Naranjo », Semana, 25 janvier 2011
78. ↑  Communiqué de l'armée de l'air colombienne, « Evacúan varios barrios de Buenaventura por amenazas de milicias de las Farc »(Archive.org • Wikiwix • Archive.is • Google • Que faire ?), mai 2007 (consulté le 3 novembre 2009).
79. ↑  (es) « Milicias urbanas de Farc serían causantes de atentados en Bogotá », Terra,‎ 13 juin 2008 (lire en ligne, consulté le 3 novembre 2009)
80. ↑  
(es) « Los golpes de la Fuerza de Tarea del Sur del Tolima », Semana, 28 février 2011.
81. ↑  Louise Pothier, « Enquête exclusive » : « Nous avons vécu comme les Farc », sur Téléobs, 9 septembre 2016.
82. 1 2 3  « Que vont devenir les FARC en Colombie ? », Le Monde diplomatique,‎ 1er août 2016 (lire en ligne, consulté le 13 novembre 2017)
83. ↑  Carlos Efrén Agudelo, La combinaison de toutes les formes de lutte : Développement et crise de la stratégie du Parti communiste colombien, Paris, Mémoire de maîtrise de l'université Paris III - Sorbonne Nouvelle, 1994, 112 p. (lire en ligne)
84. ↑  
« Programme agraire des guérilleros des FARC-EP »(Archive.org • Wikiwix • Archive.is • Google • Que faire ?), proclamé en 1964 et réactualisé en 1993
85. ↑  
(es) « Plate-forme pour un gouvernement de réconciliation et reconstruction nationale »(Archive.org • Wikiwix • Archive.is • Google • Que faire ?), sur le site du Front Antonio Nariño des FARC.
86. ↑  Pascale Mariani, « Nathalie Mistral: mes quinze ans de combats chez les guérilleros des Farc », sur Mediapart, 26 septembre 2016.
87. ↑  « Colombie : les Farc relèvent à 17 ans l'âge minimum de leurs recrues »(Archive.org • Wikiwix • Archive.is • Google • Que faire ?), sur romandie.com (consulté le 11 mai 2016).
88. ↑  « Colombie : de la guérilla à la terre mère, le retour des jeunes indiens Nasa », sur L'Express, 19 avril 2016 (consulté le 11 mai 2016).
89. ↑  (es) « Las Farc crearán un nuevo feminismo », sur Semana, 24 juillet 2016.
90. ↑  « [Reportage] Colombie : l’engagement des Afro-Colombiens chez les FARC », RFI, 23 septembre 2016.
91. 1 2  « Colombie-Betancourt : les enlèvements, première source de revenus des FARC », sur latinreporters.com, 23 février 2005 (consulté le 20 mai 2010).
92. ↑  (es) « Las cuentas de las FARC », sur Semana, 30 janvier 2005.
93. ↑  (en) « Liste d'avis de recherche concernant des trafiquants de drogue par le Département d'État », sur state.gov
94. ↑  Alain Labrousse, « Colombie : le rôle de la drogue dans l'extension territoriale des FARC-EP (1978-2002) », Hérodote, no 112,‎ janvier 2004, p. 27-48 (lire en ligne [PDF])
95. ↑  Roméo Langlois, Jungle blues, Don quichotte, 2013, 297 p.
96. ↑  « Entretien du Raul Reyes »(Archive.org • Wikiwix • Archive.is • Google • Que faire ?), sur humanite.fr.
97. ↑  (es) « Alias ‘Karina’ le tiene miedo a las Farc », 8 novembre 2015 (consulté le 20 juillet 2016).
98. ↑  (es) « Violencia,Crimen y tráfico ilegal de armas en Colombia, p. 36 »(Archive.org • Wikiwix • Archive.is • Google • Que faire ?) [PDF], sur Nations Unies, 2006
99. ↑  « Les Farc font tache d'huile au Brésil »(Archive.org • Wikiwix • Archive.is • Google • Que faire ?), sur Libération, 23 juillet 2003.
100. ↑  (es) « Beira-Mar niega vínculo con las FARC ante Parlamento »(Archive.org • Wikiwix • Archive.is • Google • Que faire ?), sur AFP, 16 mai 2001
101. ↑  (es) « El mexicano de las Farc », sur Semana, 2 mai 2010
102. ↑  « À quand la libération de TOUS les otages ? »(Archive.org • Wikiwix • Archive.is • Google • Que faire ?), sur courrierinternational.com, 11 janvier 2008.
103. ↑  (es) « La agencia ANNCOL analiza cómo los medios colombianos utilizaron el caso del collar bomba contra las FARC », sur nodo50.org (consulté le 15 juillet 2016).
104. ↑  (es) Caracol Radio, « Las FARC no asesinaron con un collar bomba a Elvia Cortés », sur Caracol Radio, 17 juin 2000 (consulté le 15 juillet 2016).
105. ↑  « 45 otages des FARC exécutés en 2006 », L'Obs, 23 janvier 2004
106. ↑  
« Les Farc renoncent à l'enlèvement de civils »(Archive.org • Wikiwix • Archive.is • Google • Que faire ?), Libération, 27 février 2012.
107. ↑  (es) « Las Farc entregan nueva lista de canjeables »(Archive.org • Wikiwix • Archive.is • Google • Que faire ?), sur Caracol TV, 21 août 2008.
108. ↑  (es) « Pablo Emilio Moncayo: ¡Libre! »(Archive.org • Wikiwix • Archive.is • Google • Que faire ?), sur semana.com.
109. ↑  (es) « Momentos del regreso a la libertad de Calvo », sur semana.com, 29 mars 2010
110. ↑  (es) « Ejército rescató al general Luis Mendieta que estaba en poder de las Farc »(Archive.org • Wikiwix • Archive.is • Google • Que faire ?), sur eltiempo.com, 13 juin 2010.
111. ↑  (es) « Los que permanecen en cautiverio », sur semana.com, 26 mars 2010
112. ↑  (es) « ¿Quién es Sigifredo López, el hombre al que acusan de haber traicionado a sus compañeros diputados? | La Silla Vacía », sur lasillavacia.com (consulté le 15 juillet 2016).
113. ↑  
(es) elpais.com.co/Agencia Colprensa, « Nación debe pagar millonaria indemnización a Sigifredo López por injusta captura », 13 juillet 2017.
114. ↑  « bref du 2 juin »(Archive.org • Wikiwix • Archive.is • Google • Que faire ?), sur Courrier du Viêt Nam, 2 juin 2009.
115. ↑  (en) « 7001-COLOMBIA-FARC/ATTACK »(Archive.org • Wikiwix • Archive.is • Google • Que faire ?), sur Reuters Television Video
116. ↑  (es) Ediciones El País, « Las FARC liberan a otros dos rehenes », 11 février 2011 (consulté le 15 juillet 2016).
117. ↑  (es) « Bottup.com | La tortura sigue siendo estrategia de guerra en Colombia »(Archive.org • Wikiwix • Archive.is • Google • Que faire ?), sur bottup.com (consulté le 20 juillet 2016).
118. ↑  AFP, « Colombie : les enlèvements par la guérilla de l'ELN, frein au dialogue de paix », La Croix, 19 mai 2016 (consulté le 20 juillet 2016).
119. ↑  
(es) « FARC asesinaron a dos candidatos a la Alcaldía de Campamento (Antioquia) », Semana, 31 mai 2011
120. ↑  
(es) « Condena a las FARC-EP por asesinato de tres candidatos en Cocorná y San Francisco (Antioquia) » [PDF], Haut commissariat des Nations unies pour les droits de l'homme, bureau de Colombie, 12 octobre 2007.
121. ↑  (es) « Informe Anual de la Alta Comisionada de las Naciones Unidas para los Derechos Humanos sobre la situación de derechos humanos y derecho internacional humanitario en Colombia (espagnol) »(Archive.org • Wikiwix • Archive.is • Google • Que faire ?).
122. ↑  « Pourquoi les Colombiens ont rejeté la paix », sur monde-diplomatique.fr, 5 décembre 2016.
123. ↑  
« Colombie - La guérilla des FARC bombarde l'église de Bojaya : 119 civils tués, dont 45 enfants », Latin Reporters.
124. ↑  
(es) « Cronología de la matanza de Bojayá »(Archive.org • Wikiwix • Archive.is • Google • Que faire ?), IPS Noticias.
125. ↑  
« Colombie - Condamnation des attaques contre la population de Toribio », Amnesty International, 20 avril 2005.
126. ↑  « Trois enfants perdent la vie au cours d’une attaque des FARC »(Archive.org • Wikiwix • Archive.is • Google • Que faire ?), sur Armée colombienne, 14 janvier 2009.
127. ↑  (es) « Colombia : ONU advierte que grupos rebeldes siguen reclutando niños », sur Noticias ONU, 21 mai 2010 (consulté le 8 septembre 2020).
128. ↑  (es) « ONU incluye a las Farc y ELN entre peores violadores de los derechos de los niños », Semana,‎ 21 mai 2010 (lire en ligne)
129. 1 2  
(es) « Indígenas amenazados por el reclutamiento forzado »(Archive.org • Wikiwix • Archive.is • Google • Que faire ?), verdadabierta.com, 3 juin 2010.
130. ↑  « Colombie : les Farc relèvent à 17 ans l'âge minimum de leurs recrues »(Archive.org • Wikiwix • Archive.is • Google • Que faire ?), sur romandie.com (consulté le 6 avril 2016).
131. ↑  « Fiche des FARC et « trombinoscope » des 40 « prédateurs de la liberté de la presse » sur le site de Reporters sans Frontières, 3 mai 2010 ».
132. ↑  « Les peuples indigènes en Colombie – Faits et chiffres », sur [Amnesty International], 2010.
133. ↑  (es) « Cerca de 23 pueblos indígenas están en peligro de extinción por conflicto », sur elespectador.com, 21 octobre 2009 (consulté le 20 mai 2010).
134. ↑  (en) « Report to the AAA Committee for Human Rights. The Awá of Southern Colombia : a “Perfect Storm” of Violence by Jean E. Jackson »(Archive.org • Wikiwix • Archive.is • Google • Que faire ?) [PDF], sur web.mit.edu, 25 mai 2009 (consulté le 20 mai 2010).
135. ↑  (en) « The massacre of 27 Awa Indians in the department of Nariño could be one of the worst war crimes of the FARC. Coca, drug trafficking and weapons are threatening to destroy this ethnic group », sur semana.com, 2008 (consulté le 20 mai 2010)
136. ↑  « Les Indiens Awas pris entre deux feux »(Archive.org • Wikiwix • Archive.is • Google • Que faire ?) [PDF], sur okamag.fr, 20 février 2009 (consulté le 20 mai 2010).
137. ↑  
(es) « Comunidades en la mira », semana.com, 1er février 2011
138. ↑  « Douze Indiens Awas encore massacrés », sur courrierinternational.com, 28 août 2009 (consulté le 20 mai 2010).
139. ↑  Colombie : « Maintenant ça suffit ! », La répression contre les défenseurs des droits humains, Londres, Amnesty International, juin 1999, 8 p. (lire en ligne [PDF]), p. 5
140. ↑  
« Tout juste libéré, Rodrigo Granda pose les conditions des négociations »(Archive.org • Wikiwix • Archive.is • Google • Que faire ?), Libération, 6 juin 2007.
141. ↑  Maurice Lemoine, « Enlevé, condamné et libéré contre son gré par la Colombie : un chef des FARC parle », Le Monde diplomatique,‎ août 2007 (lire en ligne)
142. 1 2  (es) « Uribe apunta a la red europea de las FARC », sur El País, 30 juillet 2008.
143. ↑  Azad, « Un message vidéo du PKK aux Farc - »(Archive.org • Wikiwix • Archive.is • Google • Que faire ?), sur Rojbaş | Bonjour | Gunaydın | Ma Be Xêr, 28 mai 2014 (consulté le 11 mai 2016).
144. ↑  (es) « Fiscales de Colombia y España indagan vínculos FARC-ETA », El Universo,‎ 25 juillet 2008 (lire en ligne)
145. ↑  (es) « El dedo en la llaga »(Archive.org • Wikiwix • Archive.is • Google • Que faire ?), sur semana.com, 6 mars 2010.
146. ↑  AFP, « Farc : la police affirme avoir arrêté la responsable du mouvement en Espagne »(Archive.org • Wikiwix • Archive.is • Google • Que faire ?), 26 juillet 2008.
147. ↑  
(es) « Corte explica fallo que declaró ilegales correos de PC de 'Raúl Reyes' », El Tiempo, 25 mai 2011.
148. ↑  
(es) « Caso Remedios García Albert, un paso más hacia la justicia », Mundo Obrero, 27 mars 2012.
149. ↑  Pascale Mariani et Roméo Langlois, « Liaisons dangereuses entre les FARC et Chavez », sur Le Figaro, 14 mai 2008.
150. ↑  Marie Delcas, « Le Venezuela est accusé d'avoir fourni armes et argent aux FARC », sur Le Monde, 15 mai 2008.
151. ↑  « Hugo Chavez aurait financé les FARC », sur Le Figaro, 3 mars 2008.
152. ↑  
(en) « Colombian Farc rebels' links to Venezuela detailed », BBC, 10 mai 2011.
153. ↑  « Interpol fouille les rapports troubles entre Hugo Chávez et les FARC »(Archive.org • Wikiwix • Archive.is • Google • Que faire ?), sur Libération, 15 mai 2008.
154. ↑  Anne Cheyvialle, « Correa espère une libération unilatérale des otages », sur Le Figaro, 15 mai 2008.
155. ↑  
(es) « Ecuador podría conceder a las FARC el estatuto de 'fuerza beligerante' », El Mundo, 24 avril 2008.
156. ↑  
(es) El Espectador/ AFP-Quito, « Militares ecuatorianos destruyeron 126 bases de las Farc durante 2010 », 16 janvier 2011.
157. ↑  
« Les FARC chercheraient à s'étendre dans le monde », Le Nouvel Obs, 12 mai 2008.
158. ↑  (en) « Danish T-shirt group acquitted of funding terrorism », Reuters, 13 décembre 2008.
159. ↑  (da) Domstol.dk communiqué de presse sur le procès relatif aux T-shirts ;  
(da) « Fighters+Lovers condamné pour soutien à la terreur », Politiken.dk ;  
(da) « Fighters+Lovers condamné et acquitté », fightersandlovers.org.